# Нивненська сільська рада
Нивненська сільська рада (до 2010 року — Нивнинська сільська рада) — колишня адміністративно-територіальна одиниця та орган місцевого самоврядування у Романівському (Дзержинському) районі Житомирської області Української РСР та України з адміністративним центром у с. Нивна.

## Населені пункти
Сільській раді були підпорядковані населені пункти:
- с. Нивна
- с. Голубин
- с. Яблунівка

## Населення
Відповідно до результатів перепису населення СРСР, кількість населення ради, станом на 12 січня 1989 року, становила 373 особи.
Станом на 5 грудня 2001 року, відповідно до перепису населення України, кількість мешканців сільської ради становила 370 осіб.

## Склад ради
Рада складалася з 12 депутатів та голови.

## Історія
Створена 9 листопада 1966 року як Нивнинська сільська рада, відповідно до рішення Житомирського облвиконкому № 588 «Про зміни в адміністративно-територіальному поділі Дзержинського району», в складі сіл Голубин, Нивна та Яблунівка Мар'янівської сільської ради Дзержинського (згодом — Романівський) району Житомирської області.
На 1 січня 1972 року сільська рада входила до складу Дзержинському району Житомирської області, на обліку в раді перебували села Голубин, Нивна та Яблунівка.
18 березня 2010 року, відповідно до рішення Житомирської обласної ради, Нивнинську сільську раду у Романівському районі перейменовано на Нивненську сільську раду.
Виключена з облікових даних 17 липня 2020 року. Територію та населені пункти ради, відповідно до розпорядження Кабінету Міністрів України № 711-р від 12 червня 2020 року «Про визначення адміністративних центрів та затвердження територій територіальних громад Житомирської області», включено до складу Романівської селищної територіальної громади Житомирського району Житомирської області.